# Franska Polynesiens universitet
Franska Polynesiens universitet (franska: Université de la Polynésie française) är ett statligt universitet och det enda universitetet i Franska Polynesien. Universitets ligger i Papeete och grundades år 1987 under namnet Stillahavets universitet. År 1999 delades det till två nya universitet: Franska Polynesiens universitet och Nya Kaledoniens universitet. Sedan 2017 har Patrick Capolsini fungerat som universitets rektor.
Administrativt delas universitetet till tre fakulteter:
- Fakulteten för juridik, ekonomi och förvaltning
- Fakulteten för språk och humaniora
- Fakulteten för naturvetenskaper, teknik och medicin

Sedan 2014 har det också funnits Konfuciusinstitutet vid universitetet.
År 2024 hade universitetet 2869 studenter och över 200 personer i personalen. Som tillägg till sitt huvudcampus har universitetet fyra andra campus (Raiatea, Nuku Hiva, Rangiroa och Teva i Uta). Studentbostäderna finns för 70 studenter. Universitets årliga budget är cirka 4 miljarder francs.